# William Fariñas
William Fariñas (Cumaná, 23 de julio de 1955) es un político venezolano, fue diputado a la Asamblea Nacional de Venezuela.

## Biografía
Nació en la ciudad de Cumaná, Edo. Sucre, el 23 de julio de 1955. Se define como cristiano, bolivariano, revolucionario y socialista. Oficial de la Fuerza Aérea Venezolana y Licenciado en Ciencias y Artes Militares en la Escuela de Aviación Militar en el año 1977. Cursó estudios de Sociología en la Universidad Católica Andrés Bello-Caracas en el año 1984. Participó en la intentona de golpe de estado del 27 de noviembre de 1992.
Se aplica además en las áreas de Desarrollo Organizacional, Economía Social, Planificación y Proyectos, Desarrollo Humano, Planificación Estratégica, entre otras. Profesor y facilitador de Pregrado y Postgrado de ámbitos tales como Redes Empresariales y Cooperativas, Procesos de Acompañamiento Socio-Político, Control de Gestión, Procesos Tecno productivos y Financieros.
Ha cumplido cargos en la administración pública en el Gobierno Bolivariano entre las cuales se encuentran:
- Coordinador Interministerial Proyecto Bolívar 2000
- Presidente del Fondo de Fortalecimiento Social
- Viceministro de Desarrollo Social.
- Presidente del Fondo Único Social.
- Presidente del Fondo de Crédito Industrial.
- Miembro de la Comisión Presidencial Misión Vuelvan Caras
- Miembro de la Comisión Interministerial de Alto Nivel de la Fundación Gran Mariscal de Ayacucho
- Director de la Comisión de Administración de Divisas (CADIVI)
- Presidente del Fondo Mixto de Turismo del estado Nueva Esparta
- Miembro de la Comisión Promotora Nacional para la conformación del Partido Socialista Unido de Venezuela (PSUV)
- Coordinador Político del Partido Socialista Unido de Venezuela (PSUV) en el estado Nueva Esparta

En el ámbito internacional, ha representado a Venezuela en:
- Comisión Económica para América Latina en México
- Congreso Mundial de Desarrollo Social en Ginebra
- Jefe de Delegación de la Misión Pobreza y Desarrollo Social en la República Popular China.
- XXIII Reunión Mundial de la Niñez – UNICEF en Jamaica
- Delegado al Foro Social Mundial de Porto Alegre en Brasil
- Foro Social Pan Amazónico en Belén Do Pará en Brasil
- Visita oficial al Encuentro con el Empresariado de la República Checa
- Visita oficial al Encuentro con el Empresariado de la República de Italia.
- Visita oficial al Encuentro Vuelta a la Patria con la Fundación Gran Mariscal de Ayacucho en Francia, España y Alemania.